# Felipe Codallos
Felipe Codallos Núñez (Isla de Trinidad, Provincia de Trinidad, Capitanía general de Venezuela, Imperio Español, 1790-Ciudad de México, 1849) fue un general que ejerció como capitán general de las Provincias de Guatemala (del 22 de noviembre de 1822 al 7 de marzo de 1823), y como jefe militar y civil de la Provincia de San Salvador (del 7 al 25 de mayo de 1823).

## Biografía
Nació en Guatemala en 1790, siendo hijo de Felipe de María Codallos y Amalia Núñez. Debido a ser uno de los lugartenientes del brigadier Vicente Filísola, se hizo cargo del puesto de capitán general de las Provincias de Guatemala, cuando Filisola se encargó de la guerra contra San Salvador, ciudad que el brigadier logra ocupar el 9 de febrero de 1823. 
El 7 de mayo de 1823, tras la caída del imperio de Agustín de Iturbide el 19 de marzo, Filisola lo nombró como jefe civil y militar de la provincia de San Salvador, al retirarse a Guatemala. Ejercería ese cargo hasta el 25 de mayo de ese año, cuando el ayuntamiento y el pueblo salvadoreño se amotinaron y obligaron al General Codallos y a sus 500 soldados mexicanos y guatemaltecos a evacuar la ciudad. Tomando el poder una Junta Consultiva y el comandante militar coronel José Rivas.
Se marchó a México donde participaría en la toma de San Juan de Ulúa (1825), y sería comandante general de los departamentos de Yucatán, México, San Luis Potosí y Puebla de Zaragoza. En 1838 obtendría el grado de general de división.
- Datos: Q766308